# Референдумы в Швейцарии (1897)
Референдумы в Швейцарии проходили 28 февраля и 11 июля 1897 года. На февральском референдуме федеральный закон об основании Центрального банка был отклонён большинством голосов. Оба июльские референдумы о поправке  к Статье 24 Конституции и о законодательстве по потенциально опасным продуктам и стимулянтам были одобрены.

## Избирательная система
Референдумы по  конституционной поправке и по законодательству о потенциально опасных продуктах были обязательными, для одобрения которых было необходимо двойное большинство. Референдум об основании Центрального банка был факультативным и требовал для одобрения лишь большинство голосов избирателей.

## Результаты

### О Центральном банке
| Выбор                                | Голосов | %    |
| ------------------------------------ | ------- | ---- |
| За                                   | 195 764 | 43,3 |
| Против                               | 255 984 | 56,7 |
| Пустых бюллетеней                    | 8 198   | –    |
| Недействительных бюллетеней          | 2 197   | –    |
| Всего                                | 462 143 | 100  |
| Зарегистрированных избирателей/ Явка | 715 342 | 64,6 |
| Источник: Nohlen & Stöver            |         |      |

### 24-я Статья Конституции
| Выбор                                | Общее голосование | Общее голосование | Кантоны | Кантоны | Кантоны |
| Выбор                                | Голосов           | %                 | Полных  | Полу-   | Всего   |
| ------------------------------------ | ----------------- | ----------------- | ------- | ------- | ------- |
| За                                   | 156 102           | 63,5              | 14      | 4       | 16      |
| Против                               | 89 561            | 36,5              | 5       | 2       | 6       |
| Пустых бюллетеней                    | 25 444            | –                 | –       | –       | –       |
| Недействительных бюллетеней          | 6 077             | –                 | –       | –       | –       |
| Всего                                | 277 184           | 100               | 19      | 6       | 22      |
| Зарегистрированных избирателей/ Явка | 716 883           | 38,7              | –       | –       | –       |
| Источник: Nohlen & Stöver            |                   |                   |         |         |         |

### Законодательство по потенциально опасным продуктам и стимулянтам
| Выбор                                | Общее голосование | Общее голосование | Кантоны | Кантоны | Кантоны |
| Выбор                                | Голосов           | %                 | Полных  | Полу-   | Всего   |
| ------------------------------------ | ----------------- | ----------------- | ------- | ------- | ------- |
| За                                   | 162 250           | 65,1              | 16      | 5       | 18,5    |
| Против                               | 86 955            | 34,9              | 3       | 1       | 3,5     |
| Пустых бюллетеней                    | 24 023            | –                 | –       | –       | –       |
| Недействительных бюллетеней          | 4 624             | –                 | –       | –       | –       |
| Всего                                | 277 852           | 100               | 19      | 6       | 22      |
| Зарегистрированных избирателей/ Явка | 716 883           | 38,8              | –       | –       | –       |
| Источник: Nohlen & Stöver            |                   |                   |         |         |         |